# Cyperus marginatus
Cyperus marginatus är en halvgräsart som beskrevs av Carl Peter Thunberg. Cyperus marginatus ingår i släktet papyrusar, och familjen halvgräs. Inga underarter finns listade i Catalogue of Life.